# (931) Whittemora
(931) Whittemora – planetoida z grupy pasa głównego asteroid okrążająca Słońce w ciągu 5 lat i 251 dni w średniej odległości 3,19 au. Została odkryta 19 marca 1920 roku w Algiers Observatory w Algierze przez François Gonnessiata. Nazwa pochodzi od Thomasa Edwarda Whittemore’a, amerykańskiego fizyka. Przed nadaniem nazwy planetoida nosiła oznaczenie tymczasowe (931) 1920 GU.